# Södra rödahavsregionen
Södra rödahavsregionen är en region i Eritrea. Den ligger i den sydöstra delen av landet, 300 km sydost om huvudstaden Asmara. Antalet invånare är 289 382. Arean är 27,6 kvadratkilometer. Södra rödahavsregionen gränsar till Norra rödahavsregionen.
Södra rödahavsregionen delas in i:
- Denkel Āwraja
- Southern Denkalya Subregion
- Central Denkalya Subregion

Följande samhällen finns i Södra rödahavsregionen:
- Assab
- Bēylul
- Edd